# Liste der Kardinalskreierungen Leos IX.
Papst Leo IX. (1049–1054) kreierte insgesamt 26 Kardinäle. (nach anderen Angaben nur 14 oder 15)

## Hintergrund
Unter Papst Leo IX. wurden erstmals Kardinalsstellen nicht nur Angehörigen des römischen Stadtadels übertragen, womit dieser Papst die Grundlagen für das spätere Kardinalskollegium schuf. Mit ihm begann auch die Zeit des sogenannten Reformpapsttums.

## Kardinalskreierungen

### 1049
- Giovanni, Bischof von Toscanella, Kardinalbischof von Porto, † 1061/1062
- Crescentius, Kardinalbischof von Silva Candida, † 1051
- Bonifaz von Tusculum, Kardinalbischof von Albano, † vermutlich 1072
- Bonizzo, Kardinalbischof von Tusculum (Frascati), † um 1050
- Giovanni, (Kardinal-)Bischof von Tivoli, † um 1071, wurde möglicherweise erst von Viktor II. kreiert[4]
- Leone, Kardinalpriester von San Lorenzo in Lucina, 1068 Kardinal-Erzpriester, ging später zur kaiserlichen Partei unter Clemens (III.) über[5], † zwischen 1088 und 1099
- Giovanni, Kardinalpriester von San Marco, † nach 13. April 1059
- Leone, Kardinalpriester von San Lorenzo in Damaso, † um 1072
- Guido, Kardinalpriester von Santa Maria in Trastevere (oder Santi Callisto e Giulio), † vor 1061
- Hugo Candidus, Kardinalpriester von San Clemente, ging später zur Partei Clemens’ (III.) über, ab 1084 Bischof von Fermo, † um 1099[6]
- Giovanni, Kardinalpriester (Titelkirche unbekannt), 1050 Erzpriester von St. Peter, † nach 1050
- Raynier, Kardinalpriester, † nach 1. Oktober 1071
- Mainardo, Kardinalpriester, 1061 Kardinalbischof von Silva Candida, † vor 8. August 1074
- Stephan, Kardinalpriester, † um 1072
- Étienne, Kardinalpriester, † 11. Februar 1069

### 1050
- Friedrich von Lothringen, kam um 1050 nach Rom, war um 1054 Kardinaldiakon von Santa Maria in Domnica und Abt von Monte Cassino, ab 14. Juni 1057 Kardinalpriester von San Crisogono, am 2. August 1057 zum Papst (Stephan IX.) gewählt, † 29. März 1058
- Johannes von Ostia, Kardinalbischof von Ostia, † 1058
- Pietro, Kardinalbischof (suburbikarisches Bistum unbekannt), † 1058
- Giovanni Mincius, Kardinalbischof von Velletri, 5. April 1058 (Gegen-)Papst Benedikt X.[7], 1059 abgesetzt, † 1073/1074
- Petrus von Frascati, Kardinalbischof von Tusculum (Frascati), † 1059
- Amantius von Marsi, Kardinaldiakon, † nach Mai 1059
- Gregor, Kardinaldiakon, † nach 1050
- Crescenzio, Kardinaldiakon, † nach Mai 1059
- Odon de Toul, Kardinaldiakon, Kanzler der Heiligen Römischen Kirche, † nach Januar 1051

### 1051
- Humbert von Silva Candida, Kardinalbischof von Silva Candida, 1054 päpstlicher Legat in Konstantinopel, war maßgeblich an der Exkommunikation des Patriarchen Michael Kerullarios beteiligt, unter Stephan IX. schließlich Kanzler der Heiligen Römischen Kirche, † 5. Mai 1061

### Um 1054
- Giovanni, Kardinalbischof von Sabina, schloss sich zunächst dem (Gegen-)Papst Benedikt X. an, kehrte dann zu Nikolaus II. zurück, † nach Juni 1062